# برادر بزرگ‌تر
برادر بزرگ‌تر (به انگلیسی: Big Brother) یک فیلم اکشن و درام محصول سال ۲۰۱۸ هنگ‌کنگ به کارگردانی کام کا-وای با بازی دانی ین و جو چن است. این فیلم در ۱۶ اوت ۲۰۱۸ اکران شد.

## داستان
یک دبیرستان در بحران است، دانش آموزان کم‌کار هستند و مشغول فعالیت‌های غیر درسی هستند. هنری چن، با نام مستعار برادر بزرگ، معلمی با مهارت‌های نوشتاری نسبتاً زنگ‌زده و در عین حال مسلح به دانش‌آموزترین مشت‌ها و قلب فولادی، می‌آید تا با روش‌های آموزشی غیرمتعارف خود دانش‌آموزان را روشن کند و الهام بخشد. درست زمانی که بچه‌ها کارشان را بهبود می‌بخشند و از شایستگی‌های سیستم آموزشی لذت می‌برند، یک کارآفرین فرصت‌طلب با فرستادن یک باند جنگجوی متنوع برای پیروزی بر زمین، ویران می‌کند تا مدرسه شکست خورده را به یک مجتمع آپارتمانی تبدیل کند.

## گیشه
این فیلم در مجموع ۲۲٫۰۲۹٫۲۵۰ دلار آمریکا در سرتاسر جهان فروخت که با ترکیبی از فروش باکس آفیس خود از هنگ کنگ، چین، آمریکای شمالی و استرالیا.
در هنگ کنگ، این فیلم در طول اکران خود در سینماها از ۱۶ اوت تا ۳ اکتبر ۲۰۱۸، ۷٫۲۵۳٫۴۳۳ دلار هنگ کنگ به دست آورد. در چین، این فیلم در مجموع ۱۴۶٫۳۰۳٫۰۰۰ ¥ CN در گیشه فروش داشت.